# Marie de l'Incarnation
Marie de l'Incarnation, född 28 oktober 1599 i Tours, död 30 april 1672 i Québec, var en fransk abbedissa. Hon vördas som helgon i Romersk-katolska kyrkan.
Hon grundade tillsammans med Marie-Madeleine de Chauvigny Gruel de La Peltrie ursulinerordens skolkloster i Québec år 1639, och blev dess första föreståndare. Det var ett av de två äldsta klostren för kvinnor i Kanada, grundat samma år som Marie Guenet de Saint-Ignace grundade sjukhusklostret Hôtel-Dieu de Québec; de två grupperna av nunnor tog sig till Kanada på samma fartyg. 